# Point Lepreau
Point Lepreau är en udde i Kanada.   Den ligger i countyt Charlotte County och provinsen New Brunswick, i den sydöstra delen av landet, 700 km öster om huvudstaden Ottawa.
Terrängen inåt land är platt. Havet är nära Point Lepreau söderut. Trakten är glest befolkad. 